# Frühherrenhaus

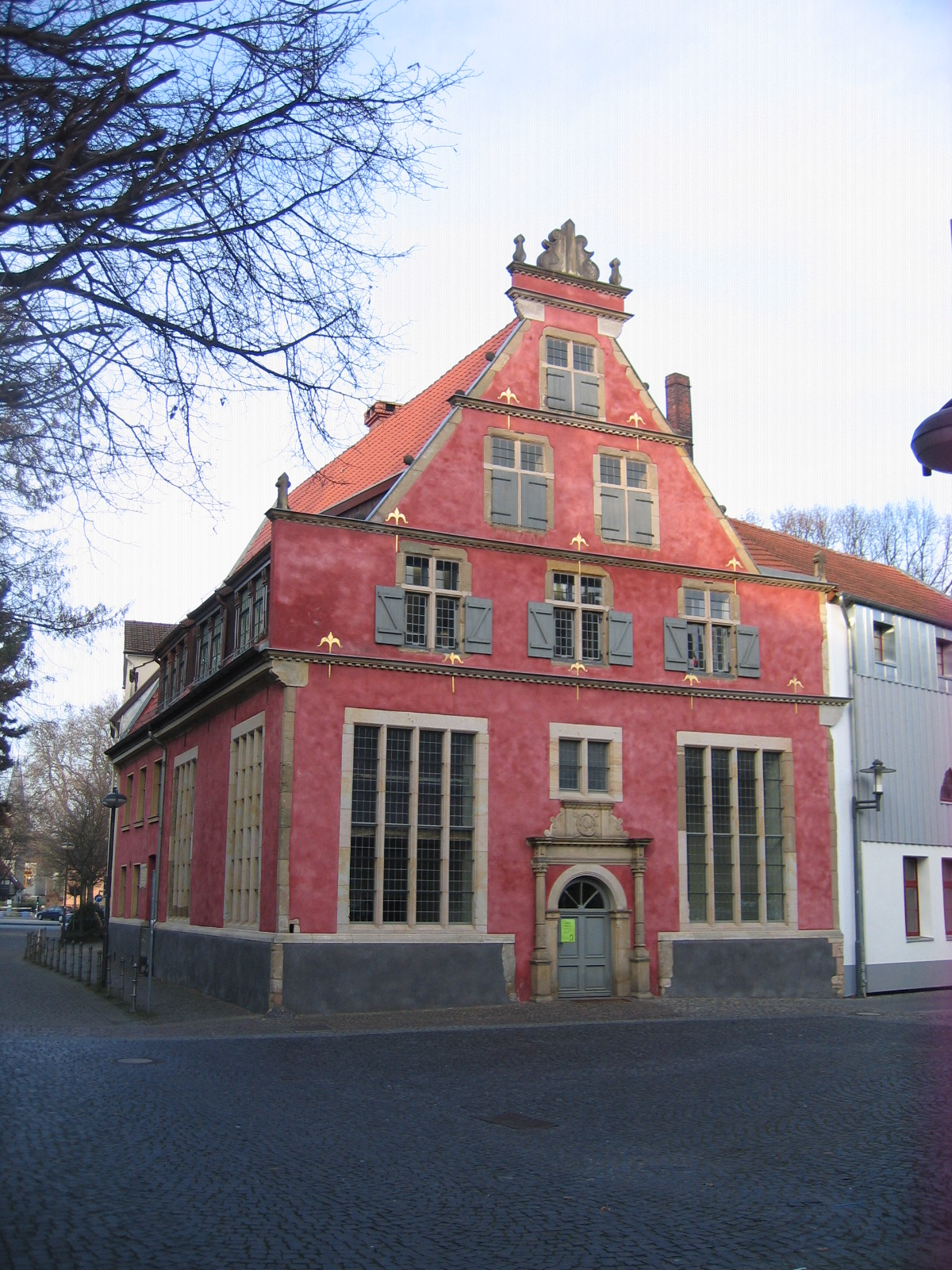
Ansicht von Süden

Das Frühherrenhaus ist ein unter Denkmalschutz stehendes Wohnhaus der Renaissance in Herford und wird heute als Gemeindehaus genutzt.

## Geschichte

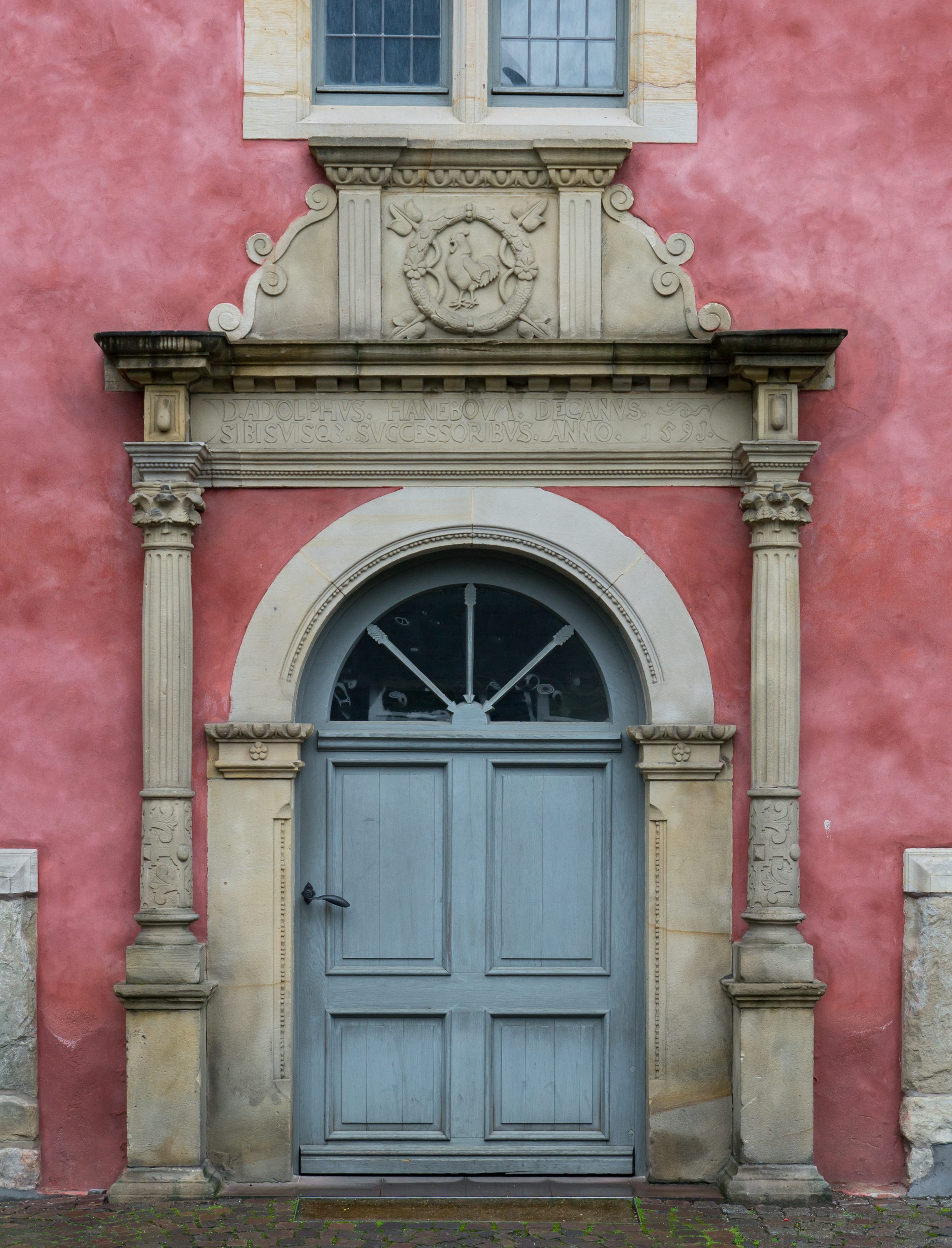
Portal

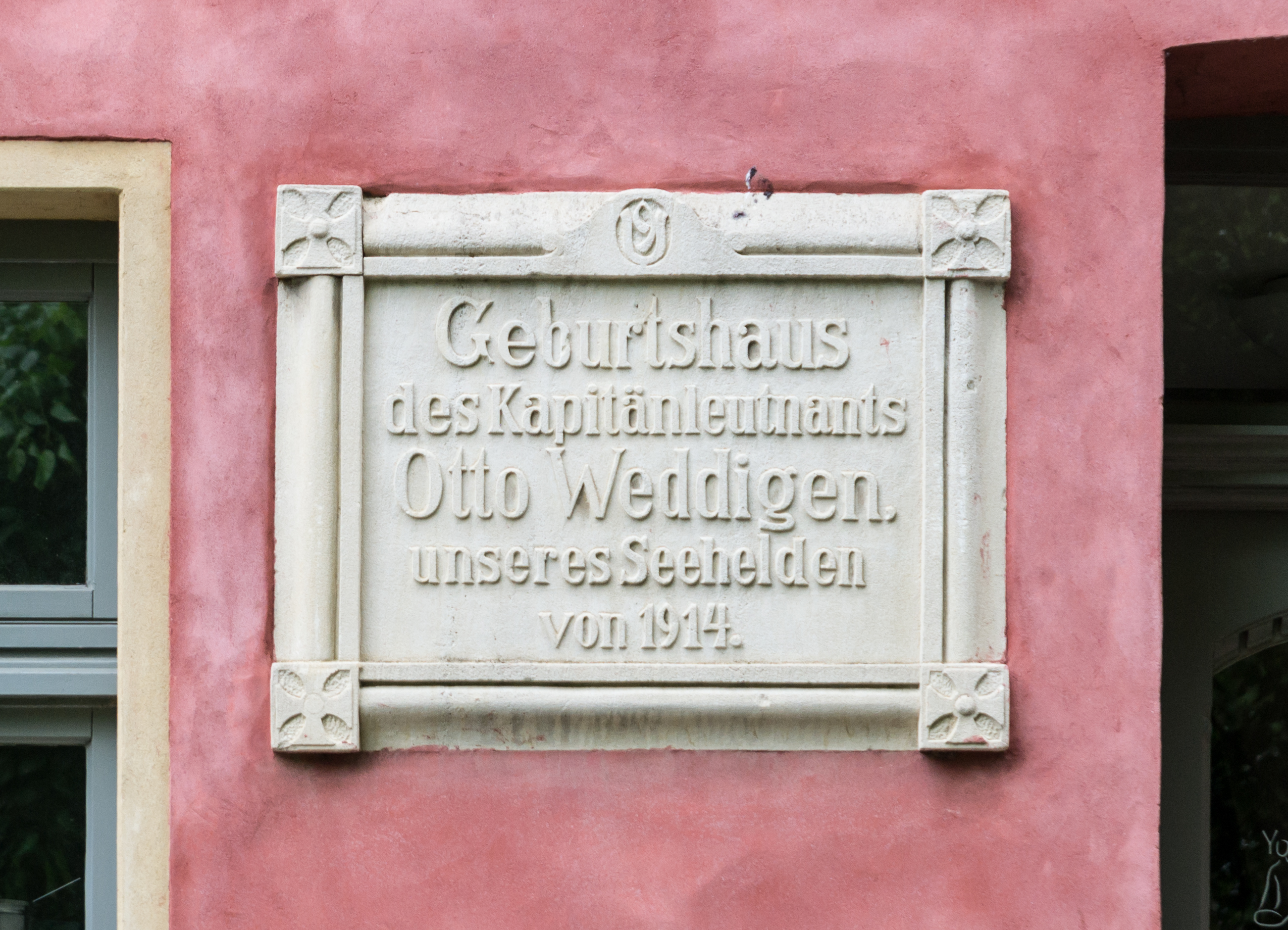
Gedenktafel

Das Frühherrenhaus befindet sich an der Petersilienstraße in der Herforder Neustadt, unweit der Kirche St. Johannis. Für den Dechanten des dortigen Kollegiatstifts St. Dionysius (Stift Enger) wurde das mit einem dreigeschossigen Staffelgiebel ausgestattete Haus im Jahr 1591 erbaut.
Später wurde es mehrmals umgebaut. Nach der Säkularisation des Stifts im Jahr 1810 kam das Haus in Privatbesitz. 1882 wurde hier der spätere U-Boot-Kommandant Otto Weddigen geboren, weshalb das Frühherrenhaus auch als Weddigenhaus bezeichnet wird. 
Seit 1930 gehört es der Johannis-Kirchengemeinde und wird als Gemeindehaus genutzt. 2004/2005 wurde das Frühherrenhaus grundlegend saniert. Fassade und Fenster wurden in ihrer ursprünglichen Form rekonstruiert.
Seit 1981 steht das Frühherrenhaus unter Denkmalschutz.
In den Jahren 2003 bis 2005 erfolgte die Wiederherstellung durch die evangelisch-lutherische Kirchengemeinde Herford-Mitte unter der Bauleitung von Pfarrer Johannes Beer und Presbyter Karl-Hermann Meier unter Begleitung des Bauingenieurs Günter Bollert. Die feierliche Wiedereröffnung war am 12. Mai 2005.